# Hanns-Josef Ortheil
Hanns-Josef Ortheil (Colonia, 5 novembre 1951) è uno scrittore, sceneggiatore, germanista e professore universitario tedesco.

## Biografia
Hanns-Josef Ortheil nasce a Colonia, quinto figlio della bibliotecaria Katharina Ortheil (1913–1996) e del geodeta e poi direttore delle ferrovie tedesche Josef Ortheil (1907–1988). I genitori persero prima due figli durante la seconda guerra mondiale, poi altri due nei primi anni del dopoguerra. In seguito a questi lutti, la madre era diventata sempre più silenziosa ed infine completamente muta, cosicché Ortheil trascorse i primi anni della sua infanzia con una madre che non parlava e verso i tre anni anche lui divenne per un certo periodo muto. Ortheil imparò quindi a parlare solo a sette anni e lui stesso racconta che la sua prima frase fu: Passalo a me, riferito a un pallone mentre stava giocando con altri due ragazzi. Una prima liberazione da una vita da bambino profondamente introverso e incapace di parlare fu indotta, all'età di quattro anni, dall'inizio delle lezioni di pianoforte, che ricevette in un primo tempo da sua madre. Dal 1956 Ortheil ricevette delle lezioni da pianisti e da maestri di musica. Ortheil fece rapidamente progressi come pianista e volle intraprendere questa carriera come professione.
Una grave e persistente tenosinovite, un'infiammazione che coinvolge la guaina dei tendini dei muscoli flessori della mano, lo costrinsero però a rinunciare a questa prospettiva di carriera, durante una sua permanenza a Roma nei primi anni settanta, mentre studiava al conservatorio e si guadagnava da vivere come organista presso la Chiesa di Santa Maria dell'Anima.
Dopo aver passato i primi anni della sua infanzia e giovinezza a Colonia, Ortheil si diplomò al liceo di Magonza, dopodiché studiò Storia dell'arte a Roma, poi musicologia, filosofia, germanistica e letteratura comparata alle università di Magonza, Göttingen, Parigi e Roma. Durante gli studi universitari negli anni settanta, lavorò come giornalista musicale e cinematografico per il giornale Allgemeine Zeitung di Magonza e negli anni successivi, dagli anni ottanta, come feuilletonista e critico letterario per i giornali Frankfurter Allgemeine Zeitung, Die Zeit, Die Welt, Der Spiegel e Neue Zürcher Zeitung. Nel 1976 conferì il dottorato all'università di Magonza con una dissertazione sulla teoria del romanzo all'epoca della rivoluzione francese.
Dal 1976 al 1982 lavorò in quell'università come consulente scientifico e dal 1982 al 1988 come assistente universitario. Nel 1979 debuttò come scrittore col romanzo Fermer, per il quale ottenne un premio come miglior debuttante della stagione letteraria. Dal 1988 al 1990 esercitò la professione di libero scrittore e nel 1991 ottenne una borsa di studio dall'Accademia Tedesca Villa Massimo di Roma, città in cui da quel momento visse ripetutamente. A Roma Ortheil riprese nel 1993 la sua attività di concertista, suonando sia in privato che in pubblico. Nel 1990 gli fu affidata una docenza di scrittura creativa e letteratura contemporanea nella città di Hildesheim, dove nel 1999 avviò il corso di studi Kreatives Schreiben und Kulturjournalismus (scrittura creativa e giornalismo culturale), dal quale provengono vari scrittori contemporanei. Dal 2003 è professore in questo corso di studi. Nel 2008 è diventato il primo direttore dell'Institut für Literarisches Schreiben und Literaturwissenschaft (Istituto per la scrittura letteraria e scienza della letteratura) dell'università di Hildesheim che si dedica al sostegno di giovani autori sia nella teoria che nella pratica ed alla ricerca in tutti gli aspetti della scrittura. Oltre all'attività didattica presso l'università di Hildesheim, Ortheil è anche docente di poetica presso altre università (Università Washington a Saint Louis e università di Paderborn, Bielefeld, Heidelberg, Zurigo e Bamberga). All'università di Heidelberg Ortheil è professore onorario. Dal 2012 è curatore del Gargonza Arts Award.
Le sue opere sono state tradotte in più di venti lingue.

## Opere

### Saggi specialistici
- Der poetische Widerstand im Roman. Königstein/Taunus 1980.
- Mozart im Innern seiner Sprachen. Frankfurt am Main 1982.
- Das Glück der Musik – Vom Vergnügen Mozart zu hören. München 2006.
- Wie Romane entstehen. Gemeinsam mit Klaus Siblewski. München 2008.
- Lesehunger. Ein Bücher-Menu in 12 Gängen. München 2009.
- Schreiben dicht am Leben. Notieren und Skizzieren . Duden, Mannheim/Zürich c. 2012, trad. Scrivere idee, Zanichelli, 2012
- Schreiben auf Reisen. Duden, Mannheim/Zürich 2012.
- Die Gegenwärtigkeit des Glaubens. Reflexion zum Text der Kantate BWV 151 „Süsser Trost, mein Jesus kömmt“. Anlässlich der Aufführung durch die J. S. Bach-Stiftung am 13. Dezember 2013 in Trogen AR.
- Schreiben über mich selbst. Spielformen des autobiografischen Schreibens. Duden, Berlin/Mannheim/Zürich 2014.

### Biografie
- Wilhelm Klemm – Ein Lyriker der „Menschheitsdämmerung“. Stuttgart 1979.
- Jean Paul. Reinbek bei Hamburg 1984.

### Sceneggiature
- 1985: Dämonen der Städte
- 1986: Ezra Pound – Ein amerikanischer Hochverräter. (Film per la televisione)

### Romanzi storici e saggi autobiografici
- Fermer. Frankfurt am Main 1979.
- Hecke. Frankfurt am Main 1983.
- Köder, Beute und Schatten. Frankfurt am Main 1985.
- Schwerenöter. München u. a. 1987.
- Agenten. München u. a. 1989.
- Schauprozesse. München u. a. 1990.
- Abschied von den Kriegsteilnehmern. München u. a. 1992.
- Römische Sequenz. Rom 1993.
- Familienbande. Paderborn 1994.
- Das Element des Elephanten. München u. a. 1994.
- Blauer Weg. München u. a. 1996.
- Beschreibung: Erwin Wortelkamps Tal bei Hasselbach im Westerwald. Witten 2000.
- Lo und Lu. München 2001.
- Die große Liebe. München 2003.
- Venedig. München 2004.
- Die weißen Inseln der Zeit. München 2004.
- Die geheimen Stunden der Nacht. München 2005.
- Das Verlangen nach Liebe. München 2007.
- Die Erfindung des Lebens . München 2009, trad. Il suono della vita, Keller, 2018
- Rom. Eine Ekstase. Oasen für die Sinne. München 2009.
- Die Moselreise. Roman eines Kindes. München 2010.
- Liebesnähe. Luchterhand, München 2011.
- Das Kind, das nicht fragte. Roman. Luchterhand, München 2012.
- Berlinreise. Luchterhand, München 2014.
- Faustinas Küsse. München 1998.
- Im Licht der Lagune. München 1999.
- Die Nacht des Don Juan. Luchterhand, München 2000.

## Premi
- 1979: Aspekte-Literaturpreis
- 1981: Förderpreis des Landes Nordrhein-Westfalen für Literatur
- 1982: Sonderpreis der Lektoren beim Ingeborg-Bachmann-Wettbewerb
- 1988: Literaturpreis der Stadt Stuttgart
- 1991: Villa-Massimo-Stipendium
- 2000: Brandenburgischer Literaturpreis
- 2000/2001: Mainzer Stadtschreiber
- 2001: Verdienstmedaille des Landes Baden-Württemberg
- 2002: Thomas-Mann-Preis
- 2004: Georg-K.-Glaser-Preis
- 2006: Koblenzer Literaturpreis
- 2007: Nicolas-Born-Preis
- 2009: Elisabeth-Langgässer-Literaturpreis
- 2013: Stefan-Andres-Preis